# Mahulena Bočanová

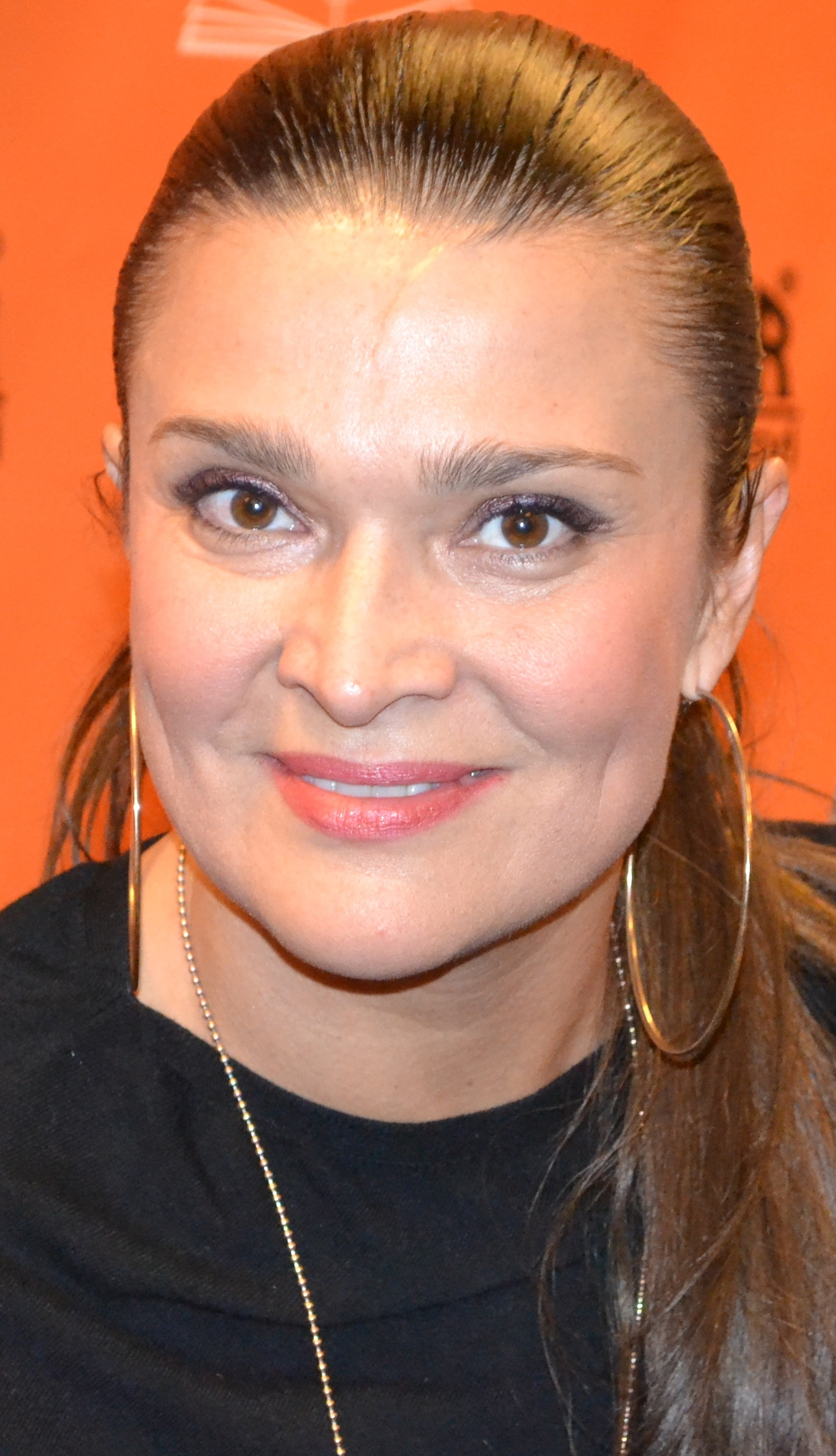
Mahulena Bočanová, 2012

Mahulena Bočanová (* 18. März 1967 in Prag) ist eine tschechische Schauspielerin.

## Leben und Wirken
International bekannt, insbesondere im deutschsprachigen Raum, wurde Mahulena Bočanová durch Rollen in Kinder- und Jugendserien. Besonders die Serie „Luzie, der Schrecken der Straße“ verlieh ihr diese Bekanntheit, aber auch ihre Rolle der Ru, einer überlebenden der untergangenen Insel Atlantis, in der Serie „Unterwegs nach Atlantis“ trug dazu bei. Seit 2008 arbeitet sie für ČRo1 Radiožurnál, ein tschechisches Radiojournal.
Ihr sonstiger Wirkungsbereich umfasst den Club für Drama in Prag, als Mitglied sowie eine private Theatergruppe Háta und Stardance im tschechischen TV.

## Filmografie (Auswahl)
- 1975: Ein fideles Haus (Chalupáři) (Fernsehserie)
- 1977: Pan Tau
- 1980: Luzie, der Schrecken der Straße (Lucie, postrach ulice)
- 1980: Nur so ein bißchen vor sich hinpfeifen (Jen si tak trochu písknout)
- 1982: Unterwegs nach Atlantis
- 1984: Die Besucher (Návštěvníci) (Fernsehserie)
- 1984: Výbuch bude v pět
- 1984: Liebe mit dem Duft des Harzes (Láska s vuní pryskyrice)
- 1984: ...a zase ta Lucie!
- 1987: Přízrak
- 1989: Vlak dětství a naděje
- 1991: Žebrácká opera
- 1991: Princezna za dukát
- 1991: Ahmed a Hazar
- 1995: Golet v údolí
- 1996: Das Zauberbuch (Kouzelný měšec)
- 1997: Der Feuervogel (Pták Ohnivák)
- 1997: Tábor padlychzien
- 2004: Post Coitum
- 2009: Vyprávěj